# Круњола (Варезе)
Круњола је насеље у Италији у округу Варезе, региону Ломбардија.
Према процени из 2011. у насељу је живело 2069 становника. Насеље се налази на надморској висини од 279 м.